# Казьмирчук, Олег Васильевич
Олег Васильевич Казьмирчук (4 декабря 1968, Целиноград, Казахская ССР) — советский, киргизский и казахстанский футболист, защитник и полузащитник. Выступал за сборную Кыргызстана.

## Биография

### Клубная карьера
Воспитанник целиноградского футбола. В 1985 году дебютировал на взрослом уровне в составе местного «Целинника» во второй лиге СССР. С 1987 года выступал за фрунзенскую «Алгу», сыграл за неё более 140 матчей во второй лиге.
После распада СССР провёл один сезон в составе «Алги» в чемпионате Кыргызстана, стал чемпионом и обладателем Кубка страны. Затем недолго выступал за «Хасково» в высшем дивизионе Болгарии.
В 1993 году перешёл в украинский «Кремень». Дебютный матч в высшей лиге Украины сыграл 24 октября 1993 года против «Шахтёра», а первый гол в чемпионате забил 4 марта 1995 года в ворота шепетовского «Темпа». Всего в составе «Кремня» сыграл 57 матчей и забил 3 гола в высшей лиге.
В начале 1996 года покинул «Кремень» и провёл полсезона в другом клубе из Кременчуга — «Нефтехимике» в первой лиге. В сезоне 1996/97 играл в высшей лиге за тернопольскую «Ниву», сыграл 15 матчей. Летом 1997 года сыграл один матч в первой лиге и два — в Кубке Украины за «Черкассы». Также в конце карьеры играл в Германии.

### Карьера в сборной
В 1992 году принимал участие в матчах сборной Кыргызстана. Дебютный матч сыграл 26 сентября 1992 года против Казахстана. Первый гол забил в своём втором и последнем матче — 3 октября 1992 года в ворота Узбекистана.

### Тренерская карьера
После окончания игровой карьеры вернулся в Астану, где стал работать детским тренером в ДЮСШ «Локомотив», СДЮСШ № 8 и в школе клуба «Астана». С 2017 года работает в ДЮСШ «Кремень» (Кременчуг).